# 東弗里曼特爾鎮
東費利曼圖鎮是澳大利亞西澳伯斯大都會內的一個地方政府，位於府城伯斯市之西南17公里，轄境有3.1平方公里，道路建設有46公里長；2006年，居民有6,697人。

## 議會
東費利曼圖鎮議會有議席8座，分由4個選區，各選出2位議員，鎮長為直選。

## 外部連結
- 東費利曼圖鎮官方網站 （页面存档备份，存于）